# Tetraloniella trimera
Tetraloniella trimera är en biart som först beskrevs av Jean-Paul Risch 2001.  Tetraloniella trimera ingår i släktet Tetraloniella och familjen långtungebin. Inga underarter finns listade i Catalogue of Life.